# Cerodontha elbergi
Cerodontha elbergi este o specie de muște din genul Cerodontha, familia Agromyzidae, descrisă de Nowakowski în anul 1972. Conform Catalogue of Life specia Cerodontha elbergi nu are subspecii cunoscute.